# Vitstrupig vaktelduva
Vitstrupig vaktelduva (Zentrygon frenata) är en fågel i familjen duvor inom ordningen duvfåglar.

## Utbredning och systematik
Vitstrupig vaktelduva förekommer i Anderna och delas in i fyra underarter med följande utbredning:
- Z. f. bourcieri – Colombia och Ecuador (utom i sydväst); populationen i Peru norr om Marañón-dalen tros tillhöra denna underart
- Z. f. subgrisea – sydvästra Ecuador (Loja) och nordvästra Peru (söderut till Lambayeque och nordvästra Cajamarca
- Z. f. frenata – norra Peru till centrala Bolivia
- Z. f. margaritae – södra Bolivia och nordvästra Argentina

### Släktestillhörighet
Tidigare placerades den i släktet Geotrygon men genetiska studier visar att den står närmare Zenaida.

## Status och hot
Arten har ett stort utbredningsområde, men tros minska i antal, dock inte tillräckligt kraftigt för att den ska betraktas som hotad. Internationella naturvårdsunionen IUCN listar arten som livskraftig (LC).